# JURO
JURO (Juris studerandes riksorganisation) eller Juridikstuderandes Riksorganisation, (National Organisation of Swedish Law Students) är ett samarbetsorgan för de olika juridiska föreningarna i Sverige. Det finns sju juridiska föreningar i Sverige (Göteborgs, Lunds, Stockholms, Umeå, Uppsala, Örebro och Karlstads universitet). Samtliga juridiska föreningar är med i JURO.
JURO inrättades den 2 oktober 1993. Organisationens verksamhetsområde är studentfackliga och utbildningspolitiska frågor som berör Sveriges juriststudenter. 
Styrelsen är organisationens beslutande och verkställande organ som inom ramen för dess stadgar ska verka för organisationens utveckling och tillvaratagande av medlemsorternas intressen. Styrelsen består av ordförande, vice ordförande och två ledamöter från respektive juridisk förening, således består styrelsen av fjorton ledamöter utöver ordförande och vice ordförande. Ledamöterna fördelas mellan de juridiska föreningarna och de studiebevakande organen på studieorterna, om dessa är fristående till varandra. 
JURO:s verksamhet skiljer sig från Juridiska föreningen som är en studentförening för juridikstuderande vid respektive universitet, där fokus är bredare, ofta även på sociala aktiviteter för studenterna på lokal nivå, medan JURO enbart är inriktat studentfackligt och utbildningspolitiskt samarbete på nationell nivå. Det lokala student- och utbildningsfackliga arbetet kan skilja sig åt lokalt mellan olika universitet. En del har separata Juridiska Linjerådet eller motsvarande, som skickar representanter till JURO, medan andra inordnar detta nationella nätverk för studiefrågor under de juridiska föreningarnas verksamhet på studieorten.